# MaK DE 1002
A MaK DE 1002 dízel-elektromos mozdonysorozat, amelyet a Maschinenbau Kiel (MaK) gyártott 1981 és 1993 között, összesen 24 példányban.
A MaK DE 1002-ből fejlesztették ki a Nederlandse Spoorwegennek a DE 6400, illetve a Getlinknek a DE 1004 típusokat.

## Technikai részletek
A MaK DE 1002 a MaK szabványos, középről valamelyest eltolt fülkés kivitelű mozdonyai, amelyek megjelenésükben és teljesítményükben hasonlóak a korabeli MaK G 1204 BB dízel-hidraulikus mozdonyokhoz, de a Brown, Boveri & Cie, majd annak jogutódja, az ABB által szállított elektromos hajtáslánccal rendelkeznek. Nyolc német ipari vállalatnak szállított mozdonyt az MTU 1120 kW (1523 PS) névleges teljesítményű 12 V 396 TC 13, míg a Köln-Bonner Eisenbahnennek és a Köln-Frechen-Benzelrather Eisenbahnnak, illetve azok utódjának, a Häfen und Güterverkehr Kölnnek gyártott tizenhat egységet a Motorenwerke Mannheim 1320 kW (1795 PS) névleges teljesítményű TBD604BV12 típusú motorjával szerelték. A mozdonyok tengelyelrendezése Bo′Bo′, az MTU-motoros egységek szolgálati tömege 72–88 t (71–87 angol tonna; 79–97 amerikai tonna), míg az MWM-motorosoké 90 t (89 angol tonna; 99 amerikai tonna).
Az MWM-motoros egységekbe 1999-ben az Adtranz MTU 12V 4000 R20 típusú, 1320 kW (1770 hp) névleges teljesítményű motort szerelt.

## Üzemeltetők
1981 és 1993 között huszonnégy DE 1002 típusú mozdonyt építettek, nyolcat MTU- és tizenhatot MWM-motorral szereltek. Az MWM-motoros egységből ötöt-ötöt a Köln-Bonner Eisenbahnen (KBE) és a Köln-Frechen-Benzelrather Eisenbahn (KFBE), illetve hatot a Häfen und Güterverkehr Köln (HGK) rendelt. 1992-ben a Stadtwerke Köln átszervezése után az összes a HBK állományába került. 2012-ben a RheinCargo mind a tizenhatot megvásárolta.
| MaK DE 1002-mozdonyok listája |             |                 |                                |                                                                               |
| Gyártási szám                 | Gyártás éve | Első üzemeltető | Legutóbbi üzemeltető           | Megjegyzés                                                                    |
| 1000792                       | 1982        | TWE „VE 152“    | IGB „DL 10“                    | Korábbi üzemeltetők: AKN (1995–2010), Northrail (2010–2019)                   |
| 1000793                       | 1981        | EBV „4“         | Škoda (CZ)                     | Korábbi üzemeltetők: RAG BuH (1983–2000), Vossloh Schienentechnik (2000–2002) |
| 1000794                       | 1982        | DE „31“         | Nordlandrail                   | Korábbi üzemeltetők: AKN (2002–2010), Northrail (2010–202x)                   |
| 1000795                       | 1983        | BE „D 24“       | (ismeretlen szerbiai vállalat) |                                                                               |
| 1000829                       | 1985        | DE „32“         | IGB „DL 11“                    | Korábbi üzemeltetők: AKN (2002–2010), Northrail (2010–2019)                   |
| 1000830                       | 1985        | AKN „V 2.021“   | Grenland Rail AS               | Korábbi üzemeltetők: Northrail (2010–2019). Alkatrészbánya                    |
| 1000831                       | 1988        | HEG „831“       | NFG Bahnservice                | Korábbi üzemeltetők: HLB „831“ (1994–2021)                                    |
| 1000832                       | 1988        | HEG "832"       | NOBEG                          | Korábbi üzemeltetők: HLB „832“ (1994–1996), KSW „41“ (1996–2017)              |
| 1000833                       | 1986        | KBE „DE 81“     | Rheincargo „DE 71“             | Korábbi üzemeltetők: HGK (1992–2012). 1999-ben az Adtranz remotorizálta       |
| 1000834                       | 1986        | KBE „DE 82“     | Rheincargo „DE 72“             | Korábbi üzemeltetők: HGK (1992–2012). 1999-ben az Adtranz remotorizálta       |
| 1000835                       | 1986        | KBE „DE 83“     | Rheincargo „DE 93“             | Korábbi üzemeltetők: HGK (1992–2012). 1999-ben az Adtranz remotorizálta       |
| 1000836                       | 1986        | KBE „DE 84“     | Rheincargo „DE 74“             | Korábbi üzemeltetők: HGK (1992–2012). 1999-ben az Adtranz remotorizálta       |
| 1000837                       | 1986        | KBE „DE 85“     | Rheincargo „DE 75“             | Korábbi üzemeltetők: HGK (1992–2012). 1999-ben az Adtranz remotorizálta       |
| 1000838                       | 1986        | KFBE „DE 91“    | Rheincargo „DE 91“             | Korábbi üzemeltetők: HGK (1992–2012). 1999-ben az Adtranz remotorizálta       |
| 1000839                       | 1987        | KFBE „DE 92“    | Rheincargo „DE 76“             | Korábbi üzemeltetők: HGK (1992–2012). 1999-ben az Adtranz remotorizálta       |
| 1000840                       | 1987        | KFBE „DE 93“    | Rheincargo „DE 73“             | Korábbi üzemeltetők: HGK (1992–2012). 1999-ben az Adtranz remotorizálta       |
| 1000841                       | 1987        | KFBE „DE 94“    | Rheincargo „DE 94“             | Korábbi üzemeltetők: HGK (1992–2012). 1999-ben az Adtranz remotorizálta       |
| 1000842                       | 1987        | KFBE „DE 95“    | Rheincargo „DE 92“             | Korábbi üzemeltetők: HGK (1992–2012). 1999-ben az Adtranz remotorizálta       |
| 1000882                       | 1993        | HGK „DE 81“     | Rheincargo „DE 81“             | 1999-ben az Adtranz remotorizálta                                             |
| 1000883                       | 1993        | HGK „DE 82“     | Rheincargo „DE 82“             | 1999-ben az Adtranz remotorizálta                                             |
| 1000884                       | 1993        | HGK „DE 83“     | Rheincargo „DE 83“             | 1999-ben az Adtranz remotorizálta                                             |
| 1000885                       | 1993        | HGK „DE 84“     | Rheincargo „DE 84“             | 1999-ben az Adtranz remotorizálta                                             |
| 1000886                       | 1993        | HGK „DE 85“     | Rheincargo „DE 85“             | 1999-ben az Adtranz remotorizálta                                             |
| 1000887                       | 1993        | HGK „DE 86“     | Rheincargo „DE 86“             | 1999-ben az Adtranz remotorizálta                                             |

## Fordítás
- Ez a szócikk részben vagy egészben  a   MaK DE 1002 című német Wikipédia-szócikk ezen változatának fordításán alapul.  Az eredeti cikk szerkesztőit annak laptörténete sorolja fel. Ez a jelzés csupán a megfogalmazás eredetét és a szerzői jogokat jelzi, nem szolgál a cikkben szereplő információk forrásmegjelöléseként.